# Paris International Fantastic Film Festival 2023
Le Paris International Fantastic Film Festival 2023, 12e édition du festival, se déroule du 6 au 12 décembre 2023.

## Déroulement et faits marquants
Pour sa 12e édition, le festival propose dix films en compétition. Le film d'ouverture est Dream Scenario de Kristoffer Borgli, suivi par l'avant-première française de Godzilla Minus One.

## Jury
Les prix sont remis par le public à l'exception des trois suivants :

### Prix du Jury Court-Métrage français
- Violaine Barbaroux : Productrice Et Distributrice
- Lydia Decobert : Monteuse
- Maud Geffray :  Compositrice et DJ
- Katya Mokolo : Productrice et Réalisatrice
- Maybelline Skvortzoff : Autrice de Bande Dessinée

### Prix des lecteursMad Movies
Jury composé de 3 lecteurs de Mad Movies sélectionné par la rédaction du magazine

### PrixCine+ Frisson
Myriam Hacene (directrice de la chaîne)

## Sélection

### En compétition
- En boucle de Junta Yamaguchi  Japon
- Halfway Home d'Isti Madarász  Hongrie
- Last Straw (en) de Alan Scott Neal  États-Unis
- Late Night with the Devil de Cameron Cairnes et Colin Cairnes  Australie  Émirats arabes unis
- Moon Garden de Ryan Stevens Harris  États-Unis
- Stopmotion (en) de Robert Morgan  Royaume-Uni
- The Sacrifice Game de Jennifer Wexler  États-Unis
- Vampire humaniste cherche suicidaire consentant d'Ariane Louis-Seize  Canada
- Vermines de Sébastien Vaniček  France
- Zanox de Gábor Benö Baranyi  Hongrie

### Hors compétition
- Dario Argento Panico de Simone Scafidi  Royaume-Uni
- Dream Scenario de Kristoffer Borgli  États-Unis
- Godzilla Minus One de Takashi Yamazaki  Japon
- Accident domestique (La mesita del comedor) de Caye Casas  Espagne
- There's Something in the Barn (en) de Magnus Martens  Norvège  Finlande
- Wake Up de François Simard, Anouk Whissell et Yoann-Karl Whissell  France  Canada
- When Evil Lurks de Demián Rugna  Argentine

### Séances cultes
- À l'intérieur de Alexandre Bustillo et Julien Maury  France
- Hitcher de Robert Harmon  États-Unis
- L'Enfer des armes de Tsui Hark  Hong Kong
- La Maison aux fenêtres qui rient de Pupi Avati  Italie
- Marquis de Henri Xhonneux  France  Belgique

### Séance interdite
- Run and Kill (en) de Billy Tang (en)  Hong Kong

### Séance parallèle
- I´ll Crush Y´All (es) de Kike Narcea  Espagne
- Property (pt) de Daniel Bandeira  Brésil
- Last Stop : Yuma County de Francis Galluppi  États-Unis

## Palmarès
- Grand Prix : Vampire humaniste cherche suicidaire consentant de Ariane Louis-Seize
- Prix des lecteurs Mad Movies : Stopmotion (en) de Robert Morgan